# ロサ・キネンシス
ロサ・キネンシス（Rosa chinensis，中: 月季）は、貴州省、湖北省、四川省の中華人民共和国中部を原産地とするバラ科・バラ属の種（しゅ）。

## 概要
高さ1-2mに成長する四季咲きの常緑低木。葉は羽状に3-5枚、各々長さ2.5-6cm・幅1-3cmの小葉が開く。実は赤く、直径1-2cmである。

### 用途
園芸植物として中国で広く栽培されている。花弁の色や数（1.5倍から2倍に）に多くの品種改良が加えられた（野生種は一重咲きである）。ハイブリッド・ティーローズを含む多くの園芸用モダンローズの品種改良にも重要な品種である。
花と実は、生理不順、生理痛、甲状腺の腫れに効能があるとされ、伝統的な中国漢方薬として使用される。